# Paaste
Paaste is een plaats in de Estlandse gemeente Saaremaa, provincie Saaremaa. De plaats heeft de status van dorp (Estisch: küla) en telt 14 inwoners (2021).
De plaats viel tot in oktober 2017 onder de gemeente Leisi. In die maand werd Leisi bij de fusiegemeente Saaremaa gevoegd.
Paaste ligt aan de noordkust van het eiland Saaremaa.